# Bacino dell'ex-fornace di Cotignola e Fiume Senio
Bacino dell'ex-fornace di Cotignola e Fiume Senio este o arie protejată (arie specială de conservare — SAC, sit de importanță comunitară — SCI, arie de protecție specială avifaunistică — SPA) din Italia întinsă pe o suprafață de 20 ha, integral pe uscat.

## Localizare
Centrul sitului Bacino dell'ex-fornace di Cotignola e Fiume Senio este situat la coordonatele 44°22′30″N 11°54′58″E / 44.375022°N 11.916111°E.

## Înființare
Situl Bacino dell'ex-fornace di Cotignola e Fiume Senio a fost declarat sit de importanță comunitară în octombrie 2012 pentru a proteja 23 de specii de animale. Alte tipuri de protecție:
- arie de protecție specială avifaunistică (în octombrie 2012)[3]
- arie specială de conservare (în martie 2019)[2][4][5]

## Biodiversitate
Situată în ecoregiunea continentală, aria protejată conține 5 habitate naturale: Lacuri eutrofice naturale cu vegetație de tip Magnopotamion sau Hydrocharition, Galerii de Salix alba și de Populus alba, Liziere de ierburi înalte hidrofile de câmpie și de nivel montan până la alpin, Pajiști uscate seminaturale și facies de acoperire cu tufișuri pe substraturi calcaroase (Festuco-Brometalia) (* situri importante pentru orhidee), Râuri cu maluri nămoloase cu vegetație de Chenopodion rubri p.p. și Bidention p.p..
La baza desemnării sitului se află mai multe specii protejate:
- păsări (18): pescăruș albastru (Alcedo atthis), rață mare (Anas platyrhynchos), lăstunul mare (Apus apus), stârc cenușiu (Ardea cinerea), erete vânăt (Circus cyaneus), erete cenușiu (Circus pygargus), cuc (Cuculus canorus), lăstun de casă (Delichon urbicum), egretă mică (Egretta garzetta), măcăleandru (Erithacus rubecula), lișiță (Fulica atra), piciorong (Himantopus himantopus), rândunică (Hirundo rustica), sfrâncioc roșiatic (Lanius collurio), stârc de noapte (Nycticorax nycticorax), cormoran mare (Phalacrocorax carbo), codroșul de pădure (Phoenicurus phoenicurus), pupăză (Upupa epops)
- nevertebrate (1): fluturele purpuriu (Lycaena dispar)
- pești (3): Barbus caninus, Cobitis bilineata, Protochondrostoma genei
- reptile (1): țestoasa de baltă (Emys orbicularis)

Pe lângă speciile protejate, pe teritoriul sitului au mai fost identificate 2 specii de mamifere, 9 specii de nevertebrate, 2 specii de pești, 1 specie de reptile.